# California Dreams Tour
California Dreams Tour bylo druhé koncertní turné americké zpěvačky Katy Perry na podporu jejího třetího studiového alba Teenage Dream. Turné začalo 22. února, 2011 v Lisabonu, Portugalsko a skončilo 22. ledna, 2012 v Pasay, Filipíny.

## Setlist
1. "Teenage Dream"
2. "Hummingbird Heartbeat"
3. "Waking Up in Vegas"
4. "Ur So Gay"
5. "Peacock"
6. "I Kissed a Girl"
7. "Circle the Drain"
8. "E.T."
9. "Who Am I Living For?"
10. "Pearl"
11. "Not Like the Movies"
12. "The One That Got Away"
13. "Thinking of You"
14. "I Want Candy" (Contains elements from "Milkshake", "How Many Licks?", and "Tootsee Roll")
15. "Hot n Cold"
16. "Last Friday Night (T.G.I.F.)"
17. "I Wanna Dance with Somebody (Who Loves Me)" (Contains elements from "Girls Just Want to Have Fun")
18. "Firework"
19. "California Gurls"

## Turné

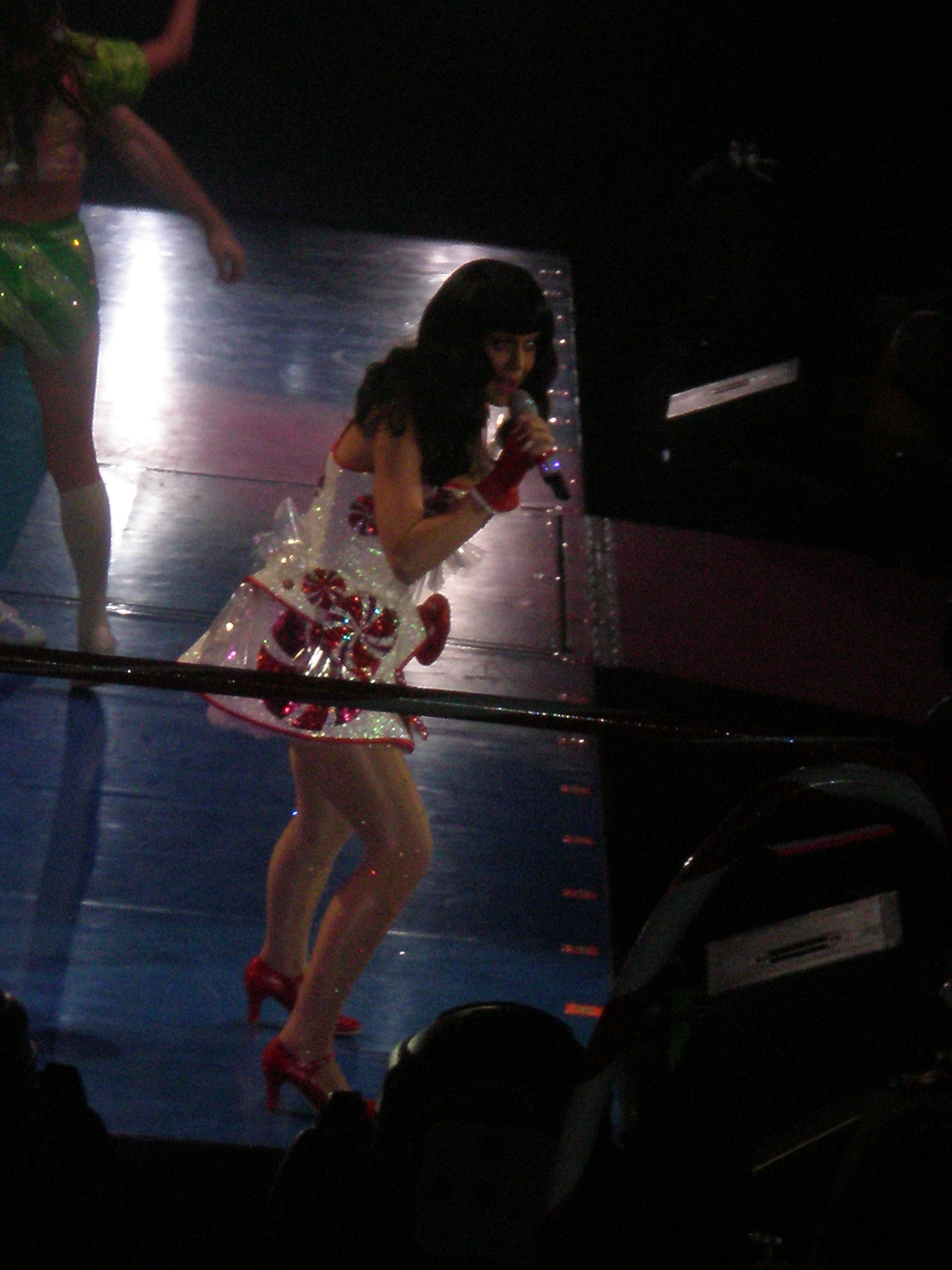
Katy Perry vystupuje v Air Canada Centre v Torontu, Ontario 30. června, 2011

| Datum              | Město                 | Stát               | Místo                                     |
| Evropa             | Evropa                | Evropa             | Evropa                                    |
| ------------------ | --------------------- | ------------------ | ----------------------------------------- |
| 20. února 2011     | Lisabon               | Portugalsko        | Campo Pequeno                             |
| 23. února 2011     | Milán                 | Itálie             | Mediolanum Forum                          |
| 25. února 2011     | Curych                | Švýcarsko          | Hallenstadion                             |
| 26. února 2011     | Mnichov               | Německo            | Zenith Munich                             |
| 27. února 2011     | Vídeň                 | Rakousko           | Wiener Stadthalle                         |
| 4. března 2011     | Berlín                | Německo            | Max-Schmeling-Halle                       |
| 6. března 2011     | Frankfurt nad Mohanem | Německo            | Jahrhunderthalle Frankfurt                |
| 7. března 2011     | Paříž                 | Francie            | Zénith de Paris                           |
| 8. března 2011     | Paříž                 | Francie            | Zénith de Paris                           |
| 10. března 2011    | Brusel                | Belgie             | Forest National                           |
| 11. března 2011    | Kolín nad Rýnem       | Německo            | Palladium Köln                            |
| 14. března 2011    | Hamburk               | Německo            | Alsterdorfer Sporthalle                   |
| 15. března 2011    | Amsterdam             | Nizozemsko         | Heineken Music Hall                       |
| 17. března 2011    | Londýn                | Spojené království | HMV Hammersmith Apollo                    |
| 18. března 2011    | Londýn                | Spojené království | HMV Hammersmith Apollo                    |
| 19. března 2011    | Londýn                | Spojené království | HMV Hammersmith Apollo                    |
| 21. března 2011    | Manchester            | Spojené království | Manchester Apollo                         |
| 22. března 2011    | Manchester            | Spojené království | Manchester Apollo                         |
| 27. března 2011    | Liverpool             | Spojené království | Echo Arena Liverpool                      |
| 28. března 2011    | Dublin                | Irsko              | The O2                                    |
| 30. března 2011    | Nottingham            | Spojené království | Capital FM Arena Nottingham               |
| 31. března 2011    | Bournemouth           | Spojené království | Windsor Hall                              |
| 1. dubna 2011      | Cardiff               | Spojené království | Motorpoint Arena Cardiff                  |
| 3. dubna 2011      | Newcastle             | Spojené království | Metro Radio Arena                         |
| 4. dubna 2011      | Birmingham            | Spojené království | LG Arena                                  |
| 5. dubna 2011      | Glasgow               | Spojené království | Scottish Exhibition and Conference Centre |
| 9. dubna 2011      | Londýn                | Spojené království | Wembley Arena                             |
| Austrálie          |                       |                    |                                           |
| 28. dubna 2011     | Melbourne             | Austrálie          | Rod Laver Arena                           |
| 29. dubna 2011     | Melbourne             | Austrálie          | Rod Laver Arena                           |
| 2. května 2011     | Adelaide              | Austrálie          | Adelaide Entertainment Centre             |
| 4. května 2011     | Sydney                | Austrálie          | Sydney Entertainment Centre               |
| 5. května 2011     | Brisbane              | Austrálie          | Brisbane Entertainment Centre             |
| 7. května 2011     | Auckland              | Nový Zéland        | Vector Arena                              |
| 8. května 2011     | Auckland              | Nový Zéland        | Vector Arena                              |
| 10. května 2011    | Wellington            | Nový Zéland        | TSB Bank Arena                            |
| 13. května 2011    | Newcastle             | Austrálie          | Newcastle Entertainment Centre            |
| 14. května 2011    | Sydney                | Austrálie          | Sydney Entertainment Centre               |
| 15. května 2011    | Brisbane              | Austrálie          | Brisbane Entertainment Centre             |
| Asie               |                       |                    |                                           |
| 22. května 2011    | Nagoja                | Japonsko           | Zepp Nagoya                               |
| 23. května 2011    | Tokio                 | Japonsko           | Studio Coast                              |
| 24. května 2011    | Tokio                 | Japonsko           | Studio Coast                              |
| 26. května 2011    | Ósaka                 | Japonsko           | Zepp Osaka                                |
| Severní Amerika    |                       |                    |                                           |
| 7. června 2011     | Duluth                | Spojené státy      | Arena at Gwinnett Center                  |
| 9. června 2011     | Orlando               | Spojené státy      | UCF Arena                                 |
| 10. června 2011    | Tampa                 | Spojené státy      | St. Pete Times Forum                      |
| 11. června 2011    | Sunrise               | Spojené státy      | BankAtlantic Center                       |
| 14. června 2011    | Raleigh               | Spojené státy      | RBC Center                                |
| 15. června 2011    | Columbia              | Spojené státy      | Merriweather Post Pavilion                |
| 17. června 2011    | Uniondale             | Spojené státy      | Nassau Veterans Memorial Coliseum         |
| 18. června 2011    | Boston                | Spojené státy      | TD Garden                                 |
| 19. června 2011    | Newark                | Spojené státy      | Prudential Center                         |
| 23. června 2011    | Pittsburgh            | Spojené státy      | Petersen Events Center                    |
| 24. června 2011    | Filadelfie            | Spojené státy      | Wells Fargo Center                        |
| 25. června 2011    | Uncasville            | Spojené státy      | Mohegan Sun Arena                         |
| 28. června 2011    | Auburn Hills          | Spojené státy      | Palace of Auburn Hills                    |
| 29. června 2011    | Toronto               | Kanada             | Air Canada Centre                         |
| 30. června 2011    | Toronto               | Kanada             | Air Canada Centre                         |
| 2. července 2011   | Montréal              | Kanada             | Bell Centre                               |
| 3. července 2011   | Ottawa                | Kanada             | Scotiabank Place                          |
| 5. července 2011   | Cleveland             | Spojené státy      | Quicken Loans Arena                       |
| 7. července 2011   | Milwaukee             | Spojené státy      | Marcus Amphitheater                       |
| 13. července 2011  | Regina                | Kanada             | Brandt Centre                             |
| 14. července 2011  | Winnipeg              | Kanada             | MTS Centre                                |
| 16. července 2011  | Calgary               | Kanada             | Scotiabank Saddledome                     |
| 17. července 2011  | Edmonton              | Kanada             | Rexall Place                              |
| 19. července 2011  | Vancouver             | Kanada             | Rogers Arena                              |
| 20. července 2011  | Seattle               | Spojené státy      | KeyArena                                  |
| 22. července 2011  | Portland              | Spojené státy      | Rose Garden                               |
| 23. července 2011  | Boise                 | Spojené státy      | Taco Bell Arena                           |
| 25. července 2011  | Salt Lake City        | Spojené státy      | EnergySolutions Arena                     |
| 26. července 2011  | Broomfield            | Spojené státy      | 1stBank Center                            |
| 28. července 2011  | Grand Prairie         | Spojené státy      | Verizon Theater at Grand Prairie          |
| 29. července 2011  | Houston               | Spojené státy      | Toyota Center                             |
| 30. července 2011  | Austin                | Spojené státy      | Frank Erwin Center                        |
| 3. srpna 2011      | Phoenix               | Spojené státy      | Comerica Theatre                          |
| 5. srpna 2011      | Los Angeles           | Spojené státy      | Nokia Theatre L.A. Live                   |
| 6. srpna 2011      | Los Angeles           | Spojené státy      | Nokia Theatre L.A. Live                   |
| 7. srpna 2011      | Los Angeles           | Spojené státy      | Nokia Theatre L.A. Live                   |
| 9. srpna 2011      | San Diego             | Spojené státy      | Valley View Casino Center                 |
| 12. srpna 2011     | San Jose              | Spojené státy      | HP Pavilion at San Jose                   |
| 13. srpna 2011     | Santa Barbara         | Spojené státy      | Santa Barbara Bowl                        |
| 14. srpna 2011     | Santa Barbara         | Spojené státy      | Santa Barbara Bowl                        |
| 17. srpna 2011     | Kansas                | Spojené státy      | Sprint Center                             |
| 19. srpna 2011     | Nashville             | Spojené státy      | Bridgestone Arena                         |
| 20. srpna, 2011    | St. Louis             | Spojené státy      | Scottrade Center                          |
| 21. srpna 2011     | Rosemont              | Spojené státy      | Allstate Arena                            |
| 23. srpna 2011     | St. Paul              | Spojené státy      | Xcel Energy Center                        |
| 1. září 2011       | Guadalajara           | Mexiko             | Auditorio Telmex                          |
| 3. září 2011       | Mexiko                | Mexiko             | Palacio de los Deportes                   |
| 5. září 2011       | Monterrey             | Mexiko             | Arena Monterrey                           |
| 7. září 2011       | San Antonio           | Spojené státy      | AT&T Center                               |
| 8. září 2011       | New Orleans           | Spojené státy      | New Orleans Arena                         |
| 10. září 2011      | Louisville            | Spojené státy      | KFC Yum! Center                           |
| 13. září 2011      | Columbus              | Spojené státy      | Value City Arena                          |
| 14. září 2011      | Indianapolis          | Spojené státy      | Bankers Life Fieldhouse                   |
| 16. září 2011      | Omaha                 | Spojené státy      | CenturyLink Center Arena                  |
| 17. září 2011      | Tulsa                 | Spojené státy      | BOK Center                                |
| Jižní Amerika      |                       |                    |                                           |
| 23. září 2011      | Rio de Janeiro        | Brazílie           | Parque Olímpico Cidade do Rock            |
| 25. září 2011      | São Paulo             | Brazílie           | Chácara do Jockey                         |
| 27. září 2011      | Buenos Aires          | Argentina          | Estadio G.E.B.A.                          |
| Evropa             |                       |                    |                                           |
| 12. října 2011     | Sheffield             | Spojené království | Motorpoint Arena Sheffield                |
| 14. října 2011     | Londýn                | Spojené království | The O2 Arena                              |
| 15. října 2011     | Londýn                | Spojené království | The O2 Arena                              |
| 18. října 2011     | Liverpool             | Spojené království | Echo Arena Liverpool                      |
| 19. října 2011     | Cardiff               | Spojené království | Motorpoint Arena Cardiff                  |
| 24. října 2011     | Belfast               | Spojené království | Odyssey Arena                             |
| 26. října 2011     | Birmingham            | Spojené království | National Indoor Arena                     |
| 27. října 2011     | Newcastle             | Spojené království | Metro Radio Arena                         |
| 29. října 2011     | Aberdeen              | Spojené království | Press & Journal Arena                     |
| 31. října 2011     | Manchester            | Spojené království | Manchester Evening News Arena             |
| 1. listopadu 2011  | Glasgow               | Spojené království | Scottish Exhibition and Conference Centre |
| 3. listopadu 2011  | Glasgow               | Spojené království | Scottish Exhibition and Conference Centre |
| 4. listopadu 2011  | Glasgow               | Spojené království | Scottish Exhibition and Conference Centre |
| 5. listopadu 2011  | Nottingham            | Spojené království | Capital FM Arena Nottingham               |
| 7. listopadu 2011  | Dublin                | Irsko              | The O2                                    |
| 8. listopadu 2011  | Dublin                | Irsko              | The O2                                    |
| Severní Amerika    |                       |                    |                                           |
| 15. listopadu 2011 | Hartford              | Spojené státy      | XL Center                                 |
| 16. listopadu 2011 | New York              | Spojené státy      | Madison Square Garden                     |
| 19. listopadu 2011 | Las Vegas             | Spojené státy      | Mandalay Bay Events Center                |
| 21. listopadu 2011 | Oakland               | Spojené státy      | Oracle Arena                              |
| 22. listopadu 2011 | Los Angeles           | Spojené státy      | Staples Center                            |
| 23. listopadu 2011 | Los Angeles           | Spojené státy      | Staples Center                            |
| Asie               |                       |                    |                                           |
| 19. ledna 2012     | Bogor                 | Indonésie          | SICC Auditorium                           |
| 22. ledna 2012     | Pasay                 | Filipíny           | SM Mall of Asia Concert Grounds           |